# Bactrocera tillyardi
Bactrocera tillyardi är en tvåvingeart som först beskrevs av Perkins 1938.  Bactrocera tillyardi ingår i släktet Bactrocera och familjen borrflugor. Inga underarter finns listade.